# 삼생초등학교
삼생초등학교는 대한민국 강원특별자치도 홍천군에 있는 공립 초등학교이다.

## 학교 연혁
- 1941년 10월 2일: 서석공립국민학교 부설 생곡간이학교 개교

## 참고 자료
- 삼생초등학교 - 한국교육학술정보원 학교알리미